# Museum für Ostasiatische Kunst (Köln)

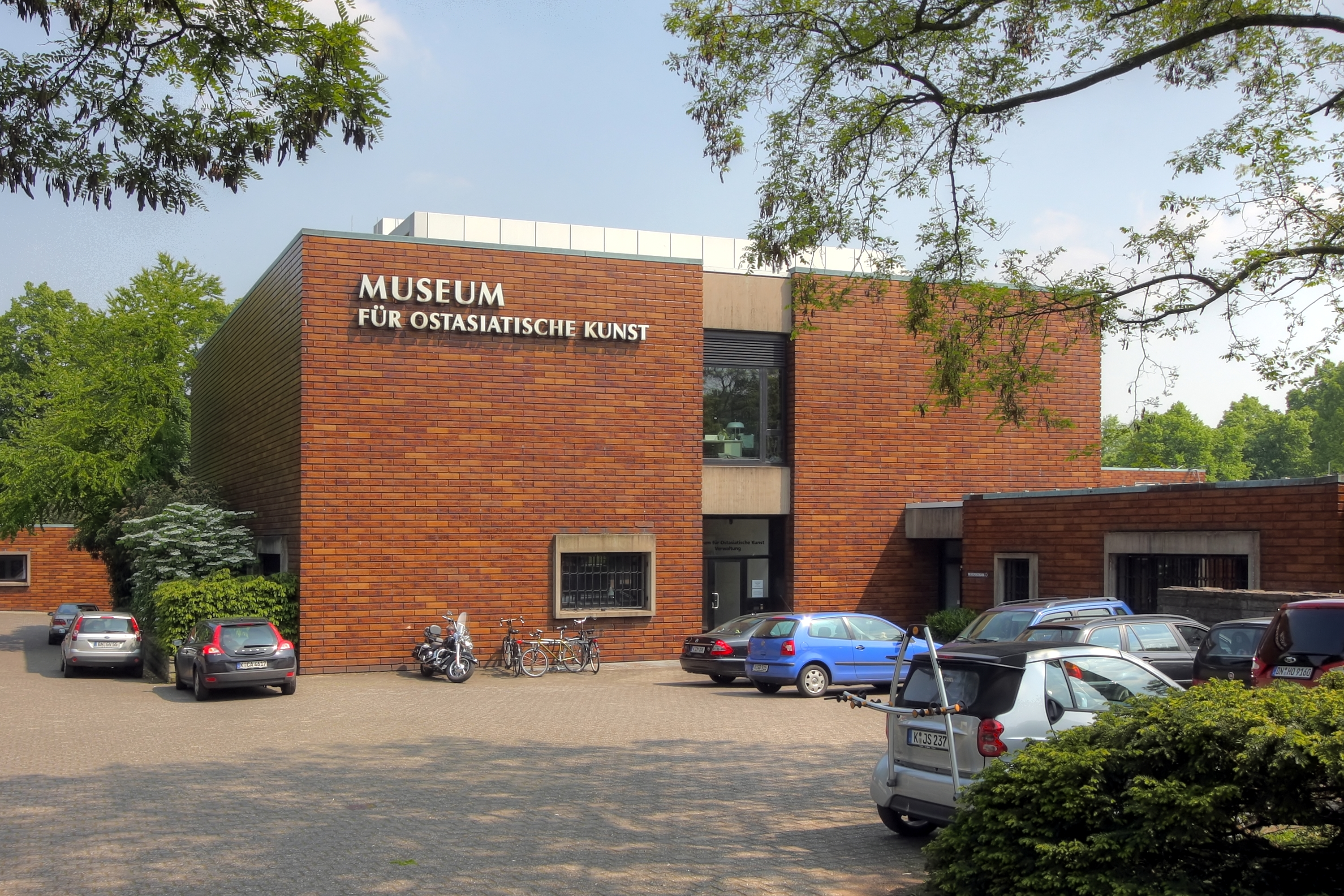
Museum für Ostasiatische Kunst, im Mai 2010

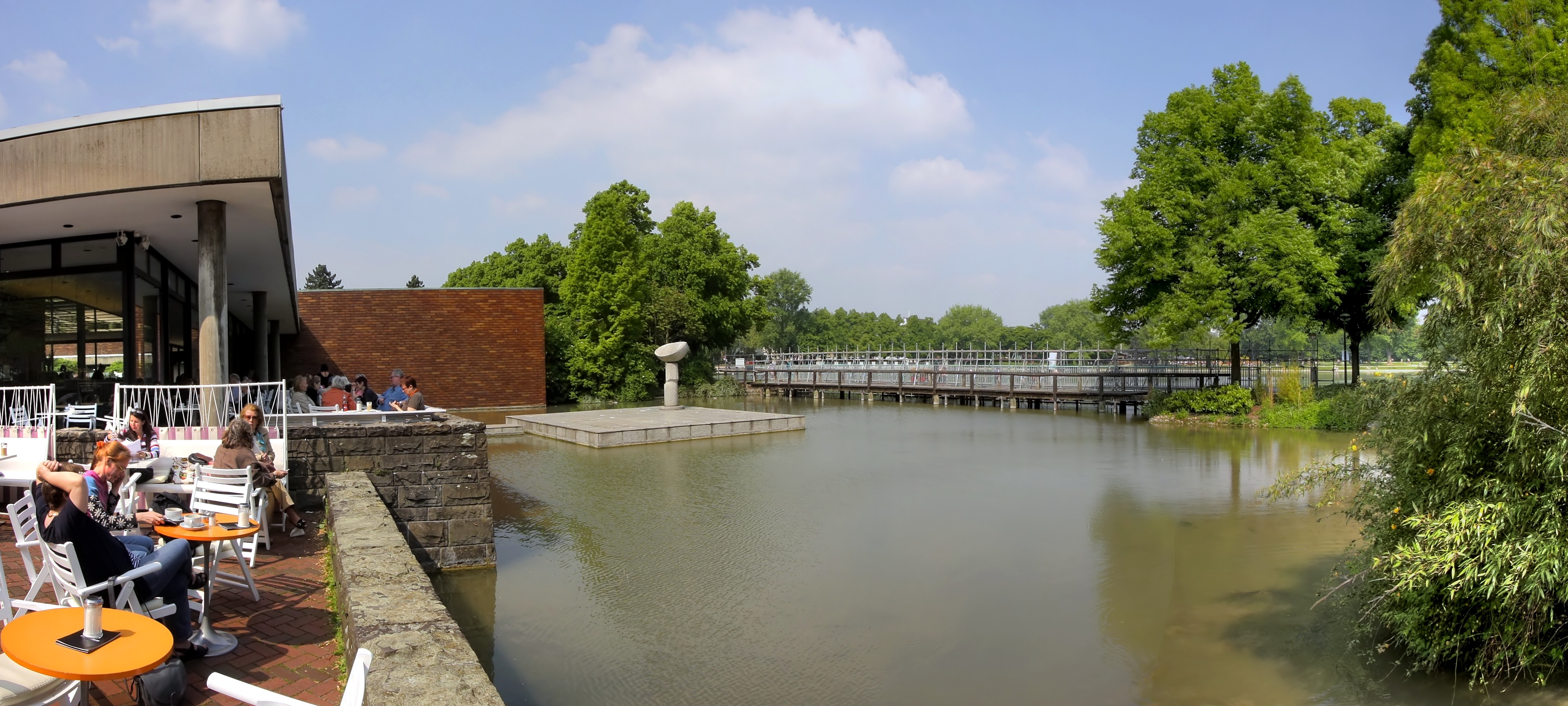
Blick vom Museumscafé Richtung Aachener Weiher mit Plastik Fahne im Wind, im Mai 2010

Das Museum für Ostasiatische Kunst  (MOK), Universitätsstraße Nr. 100, ist ein besonders auf ostasiatische Kunst spezialisiertes Museum in Köln. Es ist damit spezialisiert auf die Kunst Chinas, Japans und Koreas. Es geht zurück auf die Sammlung Adolf Fischers(1856–1914) und seiner Frau Frieda (1874–1945).

## Geschichte

### Ausgangssituation und Vorgeschichte
Um die Jahrhundertwende des 20. Jahrhunderts entwickelte sich in Deutschland – auch vor dem Hintergrund von imperialistischer Kolonialpolitik –  zunehmend das Interesse an der Kultur ostasiatischer Länder sowie die Auffassung von asiatischer Kunst als eigenständigem Sammlungsgebiet. In einer Denkschrift von 1903 forderte etwa der Kunsthistoriker Woldemar von Seidlitz ein zentrales Reichsmuseum für asiatische Kunst, damit diese nicht wie bisher auf ethnografische und kunstgewerbliche Museen verteilt bliebe. Auch der Generaldirektor der Staatlichen Kunstsammlungen, Wilhelm von Bode unterstützte den Gedanken, wobei man generell von einem zentralen Standort in Berlin ausging, was Konfliktpotential barg, da zwei vorhandene Museen Teile ihrer Sammlungen hätten abtreten müssen.
In dieser kulturpolitische Gemengelage war der Sammler Adolf Fischer ein „Außenseiter der Museumshierarchie“, der sich mit seiner Frau Frieda in Berlin als „völkerkundlicher Privatgelehrter“ niedergelassen hatte. Das Paar kannte die Seidlitz'sche Denkschrift und beschloss 1903 unabhängig davon, sich fortan ganz auf die ostasiatische Kunst zu konzentrieren. Einen Sammlungsteil aus Birma traten sie im selben Jahr an das Völkerkundemuseum in Berlin ab. Daneben versuchten die beiden, die Sammlung zu systematisieren und sie in ein eigenständiges Museum zu überführen. Eine rein ästhetische „Ausstattungskomödie“ oder ein „Panoptikum“, wie Seidlitz sie für ein deutsches Museum asiatischer Kunst vorsah, lehnten sie jedoch entschieden ab und nahmen eher einen wissenschaftlichen Standpunkt ein.
Fischer wählte 1904 die Stadt Kiel als Standort für sein Museum aus – ein „Zentrum unserer Seemacht“ und eine „im Aufschwung begriffene Stadt“ – und verhandelte zunächst erfolgreich einen Vorvertrag aus, der ihm bzw. Frieda Fischer die Leitung eines zu seinen Bedingungen neu zu errichtenden Museums garantierte. Kurz darauf trug man ihm seitens der Berliner Akademie der Wissenschaften die Position eines wissenschaftlichen Sachverständigen bei der deutschen Gesandtschaft in Peking an. Er nahm die Berufung für drei Jahre an und versuchte gleichzeitig auch eine Realisierung seines Museumsprojekts in Berlin zu erreichen, was jedoch nicht gelang. So nahm er zumindest die Genehmigung mit auf Reise, außer für die Berliner Sammlungen auch für das Kieler Museumsprojekt Ankäufe tätigen zu dürfen.
Als Frieda und Adolf Fischer 1908 nach Kiel zurückkamen, wo die neuen Ankäufe interimistisch in einer Turnhalle ausgestellt worden waren, hatte sich die finanzielle Situation der Stadt so verschlechtert, dass die Vereinbarungen zum Museumsbau nicht mehr zu halten waren. Im Frühjahr 1909 entließ Fischer die Stadt Kiel deshalb aus dem Vertrag.

### Museumsprojekt in Köln

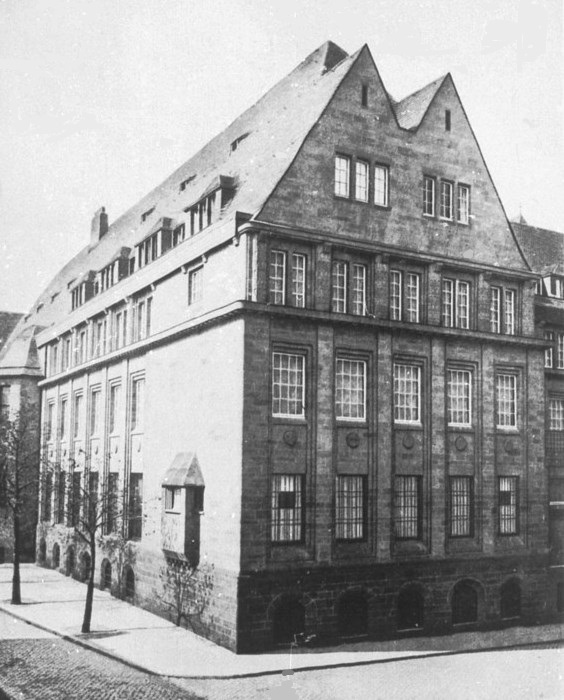
Museum für Ostasiatische Kunst – Adolf-Fischer-Straße (rechts) und Gereonswall (1914)

Die Initiative für Köln als Standort für die Fischer’sche Kunstsammlung ging von Max Creutz, Direktor des Kölner Kunstgewerbemuseums, und dem Unternehmer Arnold von Guilleaume aus. Ersterer kannte die Diskussion von seiner früheren Position am Kunstgewerbemuseum in Berlin, letzterer hatte Einfluss und Mittel, einen finanzstarken Fördererkreis zu gründen, der sich an den Kosten für den Betrieb beteiligte. Dies war ein nicht unwichtiger Faktor, um Bürgermeister Max Wallraf und die Stadtverordnetenversammlung von dem Projekt zu überzeugen. Aber auch Fischer investierte noch einmal eine beträchtliche Summe aus eigenen Mitteln in das Projekt, im Gegenzug garantierte man ihm eine Leibrente.
Im Juni 1909 stimmten die Stadtverordneten der Annahme des Vertrages mit Fischer zu. Das neue Museum für Ostasiatische Kunst, Sammlung Adolf Fischer war – ähnlich wie das 1910 eingeweihte Schnütgen-Museum – ein Erweiterungsbau zum Kunstgewerbemuseum am Hansaring. Nach der Grundsteinlegung am 24. Januar 1911 konnte das von Franz Brantzky entworfene Gebäude am 25. Oktober 1913 eröffnet werden.

### Erster Standort ab 1914: Neubau am Hansaring
Damit in dem Erweiterungsbau, der auf einem nur 850 Quadratmeter großem Grundstück entstanden war, genug Platz geschaffen werden konnte, war er statt mit zwei Vollgeschossen – wie die Nachbargebäude – mit drei Geschossen in reduzierter Höhe gebaut worden.
Fischer hatte auf Empfehlung seines langjährigen Bekannten Josef Hoffmann den Architekten Josef Frank mit der Innenausstattung beauftragt und wesentlichen Einfluss auf das Konzept genommen. Seine Erkenntnisse aus Museen in Großbritannien, Frankreich und den USA flossen in die Konzeption ein; Franks räumliche Umsetzung war schlicht, stellte die Kunst in den Mittelpunkt und ermöglichte es etwa, um die dreidimensionalen Objekte herumzugehen und sich aktiv der Kunst zu nähern – ein neues Konzept. Ostasiatisches „Lokalkolorit“ wurde weitestgehend vermieden. Der Kunstkritiker Curt Glaser lobte die „vielen ausgezeichneten Lösungen“.
Ein halbes Jahr nach der Eröffnung starb Adolf Fischer während einer Reise in Meran. Nach seinem Tod übernahm 1914 seine Frau Frieda vereinbarungsgemäß die Leitung des Museums und führte durch die Zeit des Ersten Weltkriegs und der Weimarer Republik. Im März 1917 hieß es etwa im Jahresbericht des Fördervereins, dass man durch das „vollständige Abgeschnittensein vom Ausland“ keine Neuerwerbungen vornehmen konnte und der inländische Kunstmarkt nichts „Begehrenswertes“ anzubieten hätte. Es wurden Spezialführungen u. a. für Kriegsverwundete durchgeführt. Im November desselben Jahres wurde ein Teil der Sammlung – etwa 700 Dubletten und „Gegenstände des gleichen Typs“ – auf einer Versteigerung zum Verkauf angeboten und brachte einen Erlös von über 40.000 Mark, wie der Jahresbericht vermerkte. Das wegen der „Kohlennot“ ungeheizte Museum verzeichnete im Winter einen Besucherrückgang.

### Weimarer Republik und Nationalsozialismus
Stellvertretender Direktor des Museums war von 1925 bis 1933 Alfred Salmony. Er organisierte 1926 die 1. Ausstellung für Asiatische Kunst in Köln. Bereits im April 1933 wurde er aufgrund des „Gesetzes zur Wiederherstellung des Berufsbeamtentums“ von den Nationalsozialisten aus seinem Amt entlassen.
Die 900 Exponate umfassende Sammlung wurde vor den Kriegszerstörungen vom April 1944 gerettet, das Gebäude jedoch vollständig zerstört.

### Nachkriegszeit
Die Sammlung war seitdem für längere Zeit ohne festen Ausstellungsort. 1976 wurde nach den Plänen des Japaners Kunio Maekawa am Aachener Weiher ein neuer Bau errichtet und am 2. Dezember 1977 eröffnet, der bis heute diese Sammlung beherbergt. Die Außenanlagen, ein kleiner Japanischer Garten mit Felsen und Wasser wurden vom Künstler Masayuki Nagare (1923–2018) gestaltet, unter anderem mit der Steinplastik Die Fahne im Wind von 1980.

### Gegenwart
Nach umfangreichen Umbau- und Sanierungsarbeiten wurde das Museum am 16. Mai 2014 anlässlich seines 100-jährigen Bestehens mit der Sonderausstellung Von Istanbul bis Yokohama: Die Reise der Kamera nach Osten wiedereröffnet. Nach 32 Jahren verabschiedet sich die Direktorin Adele Schlombs im Oktober 2022 mit der Sonderausstellung Horizonte. Qiu Shihua | Leiko Ikemura | Kimsooja | Evelyn Taocheng Wang | Yu Duan von der Direktion des Museums. Ihre bisherige Stellvertreterin Petra Rösch wurde ihre kommissarische Nachfolgerin. Zum 1. Juli 2023 wurde die Sinologin Shao-Lan Hertel neue wissenschaftliche Direktorin des Museums.
In der Nacht zum 13. September 2023 stahlen Einbrecher neun Exponate der ständigen Sammlung und aus dem Gründungsbestand (Vasen, Teller und Töpfe) aus Porzellan, die auf das 16. bis 19. Jahrhundert datieren und alle aus kaiserlichem Kontext stammen, im Gesamtwert von mehr als einer Million Euro.

### Museumsleitungen
- 1913–1914 Adolf Fischer
- 1914–1937 Frieda Fischer
- (Nach der Entlassung Frieda Fischers hatte Adolf Feulner als neuer Generaldirektor der kunstgewerblichen Sammlungen die übergeordnete Leitung inne)[19]
- 1951–1965 Werner Speiser
- 1965–1966 Edith Dittrich (kommissarisch)[20]
- 1966–1989 Roger Goepper[21]
- 1991–2022 Adele Schlombs[22][23]
- seit 1. Juli 2023 Shao-Lan Hertel[24]

## Förderkreis
Der ursprünglich 1909 gegründete Verein zur Förderung des stadtcölnischen Museums für ostasiatische Kunst wurde von Arnold von Guilleaume initiiert und versammelte wohlhabende und bekannte Mitglieder der Stadtgesellschaft, die sich zur jährlichen Zahlung von zusammen mindestens 10.000 Mark verpflichteten, um das Budget des Museums zu entlasten. Bis zum Ersten Weltkrieg konnte so zwischen 1/6 und 1/10 der Kosten getragen werden. Zu den Mitgliedern gehörten 1912 Bürgermeister Max Wallraf, Frauenrechtlerin Mathilde von Mevissen, Verleger Alfred Neven DuMont und Bankier Albert von Oppenheim.
Der aktuelle Fördererkreis des Museums für Ostasiatische Kunst in Köln wurde 1989 als eingetragener Verein neugegründet und sieht sich in der Tradition des ersten Vereins. Er unterstützt das Museum ideell und finanziell, übernimmt etwa Restaurierungen, Veranstaltungen, Studienreisen, und er hat die Wiederherstellung des Ehrengrabes des Stifterpaars auf Melaten finanziert.

## Sonderausstellungen
- 2007: Schätze der Liao 907–1125. Chinas vergessene Nomadendynastie (27. Januar bis 22. April 2007)
- 2010/2011: Der perfekte Pinsel. Chinesische Malerei 1300 bis 1900 (16. Oktober 2010 bis 20. Februar 2011)
- 2011: Entdeckung Korea! Schätze aus deutschen Museen (15. Juli bis 3. Oktober 2011)
- 2012/13: Glanz der Kaiser von China. Kunst und Leben in der Verbotenen Stadt (20. Oktober 2012 bis 20. Januar 2013, anlässlich des Jubiläums der 40-jährigen diplomatischen Beziehungen zwischen der Bundesrepublik Deutschland und der Volksrepublik China sowie der 25-jährigen Städtepartnerschaft zwischen Köln und Peking)[26]
- 2014: Von Istanbul bis Yokohama. Die Reise der Kamera nach Asien 1839–1900 (17. Mai bis 7. September 2014)
- 2014/15: Vom Japonismus zu Zen. Paul Klee und der Ferne Osten (18. Oktober 2014 bis 1. Februar 2015)
- 2015: BORO. Stoffe des Lebens – The Fabric of Life (28. März bis 2. August 2015)
- 2015: Weißes Gold. Porzellan aus China: 1400 bis 1900 (9. Mai bis 2. August 2015)
- 2015/16: All about Girls and Tigers. Leiko Ikemura (26. September 2015 bis 28. Februar 2016)
- 2016: Magie der Zeichen. 3000 Jahre Chinesische Schriftkunst (23. April bis 17. Juli 2016)
- 2016/17: Leidenschaften in der Kunst Ostasiens (13. August 2016 bis 29. Januar 2017)
- 2018: Das gedruckte Bild. Die Blüte der Japanischen Holzschnittkultur (1. März bis 30. September 2018)
- 2018/19: Alles unter dem Himmel. 40 Jahre Museum für Ostasiatische Kunst am Aachener Weiher (17. November 2018 bis 6. Oktober 2019)
- 2019/20: Trunken an Nüchternheit. Tee und Wein in der chinesischen Kunst (13. November 2019 bis 3. Mai 2020)
- 2020: Handelsgut Global. Exportporzellan aus China und Japan (ab 22. Oktober 2020).
- 2021: Brennpunkt Asien. Europäische Reisediplomatie und Kolonialismus in Fernost (28. Mai bis 13. Februar 2022).
- 2021: 100 Ansichten des Mondes. Japanische Farbholzschnitte von Tsukioka Yoshitoshi (17. September 2021 bis 9. Januar 2022)
- 2022: Shin Hanga. Der moderne Farbholzschnitt Japans 1900–1960 (11. März bis 6. Juni 2022)[27]
- 2022: HORIZONTE. Qiu Shihua | Leiko Ikemura | Kimsooja | Evelyn Taocheng Wang | Yu Duan (21. Oktober 2022 bis 10. April 2023)
- 2023: Silber für Tsingtau. Chinesisches Exportsilber der Sammlung Hildebrand (4. Mai 2023 bis 29. Oktober 2023)
- 2023: seit 20. Juni 2023: Neuinstallation der ständigen Sammlung Japan Götter, Geister und Dämonen
- 2023/24: Kyotos Netsuke – Meister & Mythen (30. November 2023 bis 1. April 2024)
- 2023/24: Zwischenräume. Helena Parada Kim (15. Dezember 2023 bis 7. April 2024)
- 2024: 50 Jahre – 50 Schätze. Zum Goldjubiläum der Orientstiftung zur Förderung der Ostasiatischen Kunst
- 2024/25: Kabinettausstellung Streifzüge. Reiseberichte und Fotografien der Museumsgründer 1897-1899
- 2024/25: Tanaka Ryōhei. Von Linie zu Landschaft
- 2025: Kabinettausstellung Über die Linie. Kalligrafische Aspekte in der koreanischen Kunst
- 2025: Tuschewanderungen. Zeitgenössische Arbeiten auf Papier von Jianfeng Pan, 2014–2024
- 2025: Mythos Ming. Blau-weißes Porzellan, 1368 bis 1644